# Manual de Lecturas Rápidas para la Supervivencia
Manual de Lecturas Rápidas para la Supervivencia (o MLRS) es el nombre de una revista digital de literatura, especialmente dedicada a la poesía contemporánea de corte anticapitalista. Sus responsables y colaboradores forman parte, mayoritariamente, de la llamada poesía de la conciencia. 

## Breve historia de la publicación
El  MLRS surge a principios de la década de 1990 en varias universidades madrileñas (Politécnica, Complutense, Autónoma) con el formato de panfleto u hoja volandera. La función primordial que asume el MLRS desde su inicio es la de la difusión de la obra, fundamentalmente poética, de la literatura combativa contra el capitalismo. Pronto participa en un tejido de publicaciones alternativas con las que intercambia colaboraciones. En este formato, publican textos de autores como Antonio Orihuela o David González. Los fundadores de la revista organizan también espectáculos poéticos, a mitad de camino entre el cabaret y el recital, en cafés-teatro y encuentros poéticos o artísticos (como Voces del extremo o los Foros sociales de las artes de Madrid y Valencia). En el año 2000, el MLRS edita un volumen colectivo titulado Material inflamable para manos incendiarias. Esta obra, lejos de pretenderse como una antología al uso, se presenta como resultado de un trabajo colectivo para producir, con textos de diferentes autores, un solo y extenso poema global. Aunque los textos aparecen sin firma, en el libro participan poetas sobresalientes de la poesía de la conciencia como Antonio Orihuela, David González o Jorge Riechmann, junto con otros autores menos conocidos. Esta concepción comunitaria y global va a ser la que se impondrá en la composición de los sucesivos números de la publicación.

## El MLRS en internet y su biblioteca virtual
Hacia 1996, el MLRS cambia su forma de edición, convirtiéndose en una revista en línea. Inaugura, además, una biblioteca virtual, en la que se van a ir recogiendo las obras más significativas de la poesía de la conciencia, entre otros documentos de orientación anticapitalista. A principios del año 2009, esta biblioteca contaba con un centenar de libros íntegros de autores españoles e hispanoamericanos contemporáneos. En el año 2005, se integra como página de inicio un weblog.